# 상고밀약
《상고밀약》(중국어 간체자: 上古密约, 정체자: 上古密約, 병음: Shàng gǔ mì yuē 상구미웨[*], 영어: Guardians of the Ancient Oath 가디언즈 오브 디 앤션트 오스[*])은 2020년 방송되었던 중국의 드라마이다.

## 등장인물
- 우레이 - 백리홍삭 역
- 송조아 - 백리홍습 역
- 왕준카이 - 백리호화 역
- 곽준진 - 후정칙 역
- 정개 (郑凯) - 멍야풍 역
- 장령심 (张龄心) - 릉군 역
- 선언 (宣言) - 백리홍훤
- 고인 (高仁) - 안정풍 역
- 류지미 (刘芷微) - 구효동 역
- 장욱기 (章煜奇) - 목제 역
- 류예교 (刘芮侨) - 파음 역